# Ратный червь
Ра́тный червь — личинка ратного комарика (Sciara militaris) из семейства плодовых комариков (Sciaridae).
Тело ратного червя состоит из 12 сегментов и имеет длину до 7 мм. Цвет тела белый, голова чёрная. Ратный червь обитает в грибах, под корой гниющих пней и деревьев, в разлагающихся овощах и опавшей листве.
При недостатке пищи ратные черви переползают, образуя иногда большие скопления в виде лент длиной до 4,5 м и шириной до 7,5 см. С ратным червём связаны в народе различные суеверия: так, по направлению движения гадали о предстоящей войне или мире, урожае или неурожае, а также, подстилая на пути его своё платье, о личной судьбе: если ратный червь переходил через него, то это было хорошим знаком, обходил — дурным.
Взрослые ратные комарики чёрного цвета (у самок имеются желтоватые полосы по бокам), длиной от 3 до 4,5 мм.